# Palazzo Gianni–Lucchesini–Vegni
Der Palazzo Gianni–Lucchesini–Vegni befindet sich in der Via San Niccolò 91–95 in Florenz.

## Geschichte
Sein heutiges Aussehen verdankt das Bauwerk der Zusammenlegung mehrerer Gebäude aus dem 14. Jahrhundert, die im Laufe der Zeit entstanden sind. Der älteste Kern ist ein Wohnturm aus dem 13. Jahrhundert, der 1584 noch über Zinnen verfügte, wie aus dem Plan von Stefano Bonsignori aus diesem Jahr ersichtlich ist, der sich heute im Museo di Firenze com’era befindet. Es gehörte der Familie Gianni, die ursprünglich aus Bisticci bei Quarrata stammte. Der Innenhof hat noch immer sein Aussehen aus dem 14. Jahrhundert.
Der Palast wurde zunächst von Gherardino Gianni, dem Münzmeister des Königs von Neapel, geplant, der zwischen 1611 und 1658 verschiedene Architekten mit der Ausführung beauftragte. Heute ist nur noch die von Giulio Parigi um 1624 errichtete Treppe erhalten. Pier Francesco Silvan errichtete 1683 auf der Ostseite neun Garderoben auf zwei Stockwerken. Ende des Jahrhunderts arbeitete Antonio Maria Ferri an der Loggia zum Innengarten und der darüber liegenden Terrasse sowie an der Galerie.

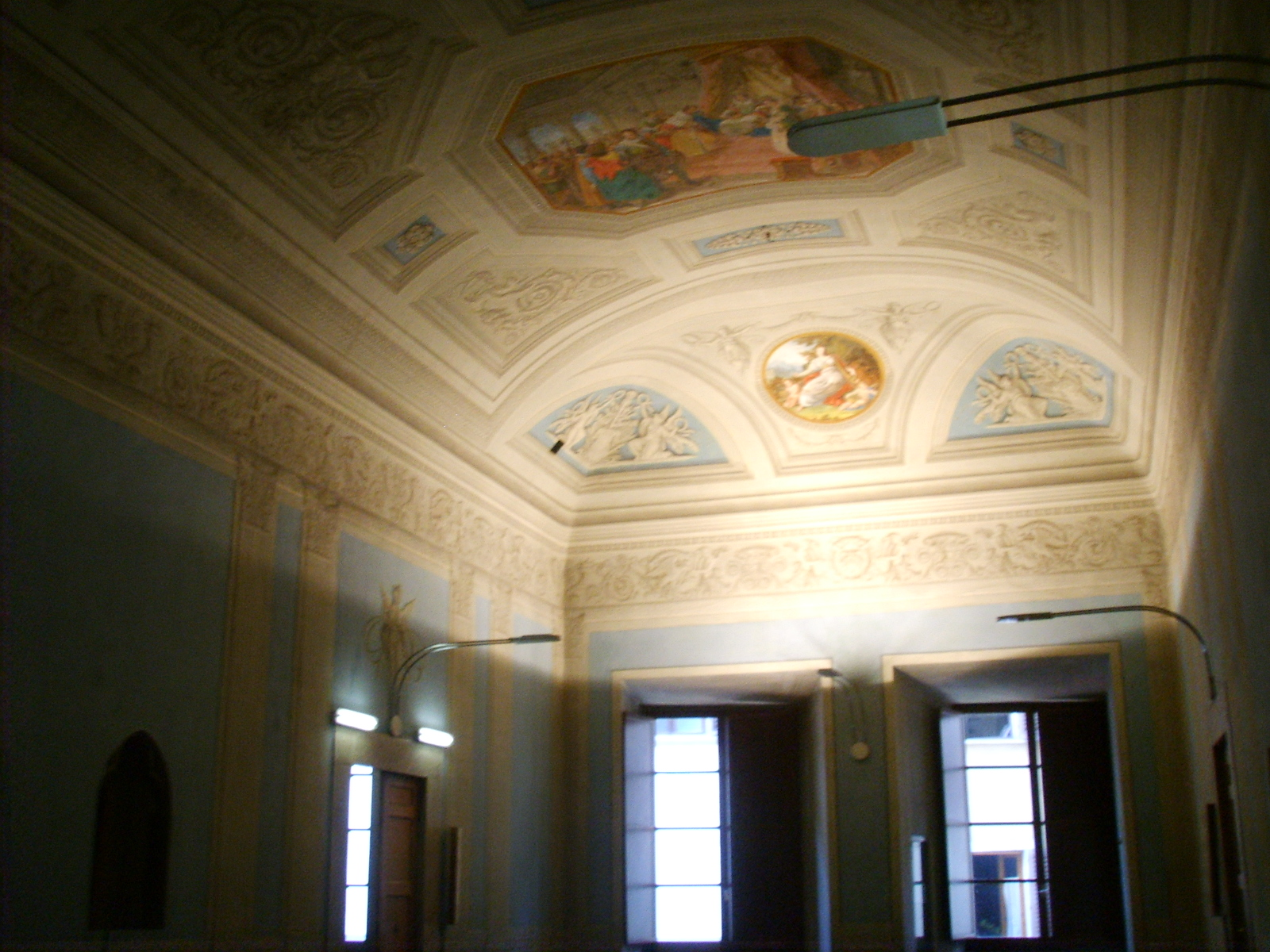
Die Galerie

Zu Beginn des 18. Jahrhunderts schuf der Architekt Rodolfo Giannozzi einen Garten im italienischen Stil mit einer künstlichen Grotte, die heute noch existiert, aber völlig verfallen ist. Vom Garten aus wurde eine Reihe von Wegen und Pfaden angelegt, die mit Statuen und Aussichtsterrassen in Richtung der Hügel von Montecucco geschmückt sind.
Zur Zeit des Königreichs Etrurien wurde der Palazzo zunächst an Vittoria Daddi, die Frau des Marquis Bourbon di Sorbello, verkauft. Im Jahr 1828 wurde er von der Familie Lucchesini erworben, die den Architekten Giuseppe Martelli mit der Modernisierung des gesamten Gebäudes beauftragte, wodurch es sein heutiges Aussehen erhielt. Er gestaltete vor allem die Innenräume neu und ließ die Räume von Freskenmalern und Stuckateuren sowie mit Fußböden im venezianischen Stil ausstatten. Der Garten wurde nach englischem Vorbild umgestaltet.
1860 wurde Angelo Vegni Eigentümer des Palazzo, der den Fußboden anheben, die alten Zinnen abreißen und die Fassade in dem heute noch sichtbaren schlichten Stil neu errichten ließ.
Im Jahr 1920 wurde der Palazzo von der gemeinnützigen Organisation Italica Gens erworben, die ihn in Wohnungen aufteilte und vermietete, während in einem Teil des Palazzo ein von Nonnen geführtes Internat untergebracht wurde, die die Galerie aus dem 17. Jahrhundert im ersten Stock in eine Kapelle umwandelten.

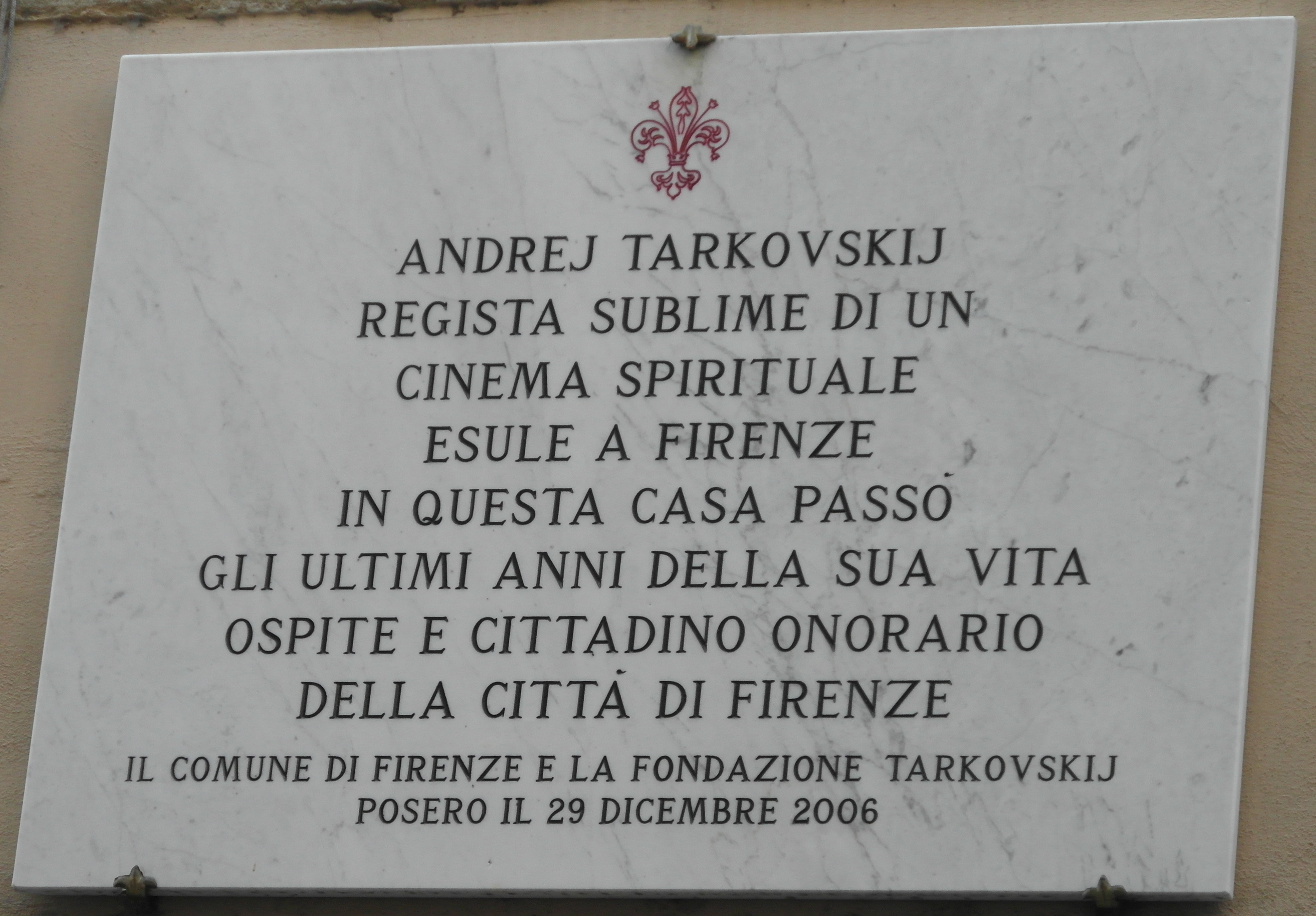
Gedenktafel für Andrej Tarkovskij

Im Jahr 1980 wurde das Gebäude von der Stadt Florenz erworben, die es ab 1986 der Universität Florenz zur Verfügung stellte, mit Ausnahme des Gartens und einiger Räume, die einem noch heute bestehenden Kindergarten zur Verfügung gestellt wurden. Heute beherbergt es die Fakultät für Architektur und Design „Pierluigi Spadolini“.
Der russische Regisseur Andrej Tarkovskij lebte während seines Exils in diesem Gebäude, das ihm von der Stadt Florenz überlassen wurde. Eine 2006 angebrachte Gedenktafel erinnert an den berühmten Gast. Heute werden hier sein persönliches Archiv und seine Erinnerungsstücke aufbewahrt.

## Architektur

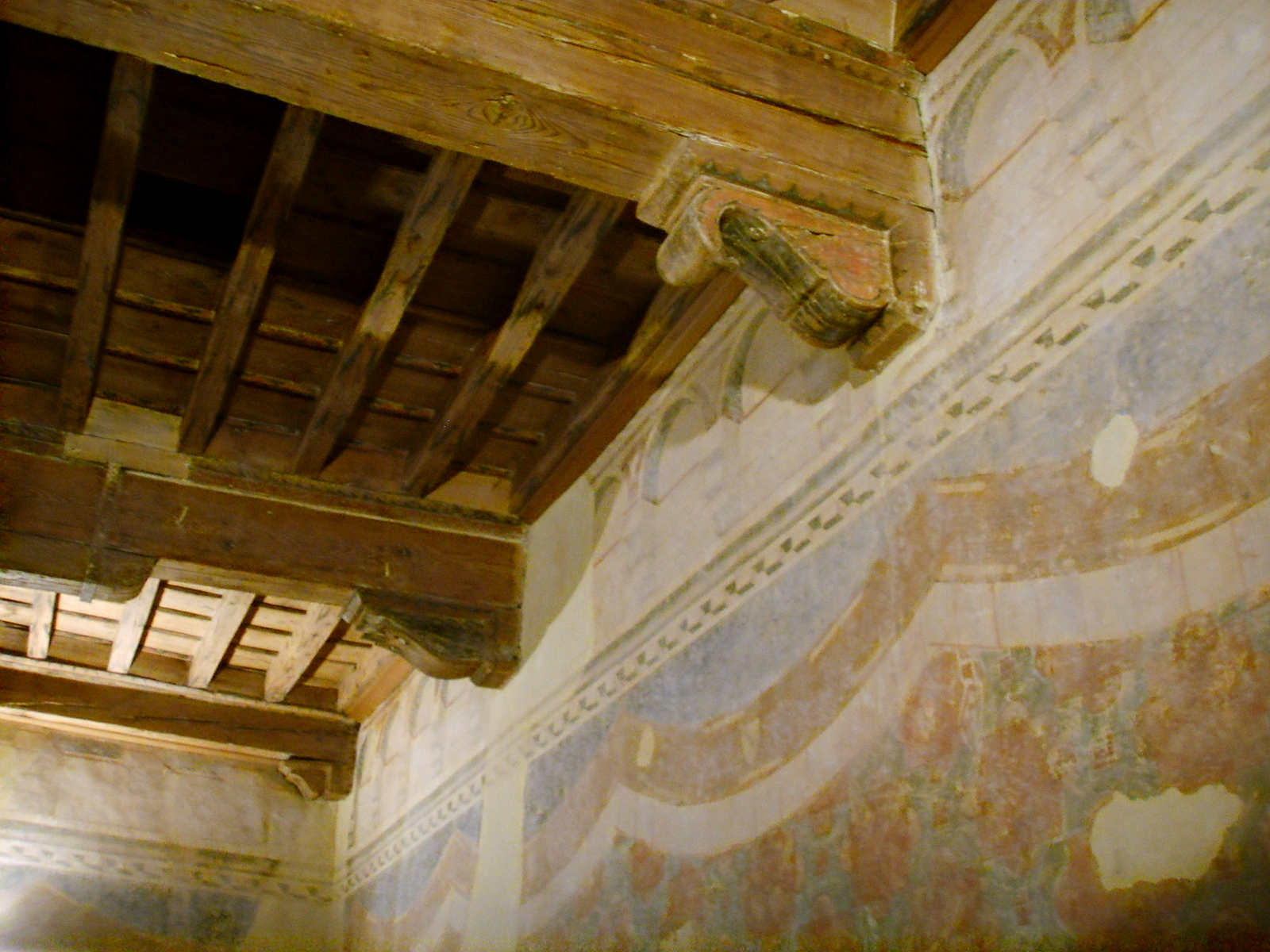
Fresken und bemalten Balken aus dem 14. Jahrhundert

Das Innere des Palastes spiegelt seine komplexe Geschichte und seine zahlreichen Veränderungen wider: unterbrochene Treppen, verschlossene Türen und Dekorationen in völlig verändertem Kontext.
Dennoch fehlt es nicht an wertvollen Räumen, wie die Gartenloggia und die mit Fresken aus dem 19. Jahrhundert geschmückte Galerie, die große Treppe und die Räume des Piano Nobile, unter denen die von Alessandro Gherardini mit allegorischen Figuren (Fruchtbarkeit und Überfluss) und Episoden aus der Geschichte der Familie Medici bemalte Galerie hervorzuheben ist, die insbesondere mit der Figur der Königin Maria de’ Medici von Frankreich verbunden ist.
In den oberen Stockwerken wurden Spuren von Fresken aus dem 14. Jahrhundert mit aufgemalten Wandbehängen und Stoffen gefunden, während die Decken bemerkenswerte bemalte Balken oder Kassettendecken aufweisen. Im Sala del Ballatoio wurde auch eine Madonna mit Kind aus dem 14. Jahrhundert gefunden, ein einfaches Andachtsbild, das von einem Laienkünstler gemalt wurde. Ein großer Kamin in einem Nebenraum stammt wahrscheinlich ebenfalls aus dem 14. Jahrhundert.

## Die Familie Gianni
Die ersten Besitzer waren die Familie Gianni, die in der Kirche San Niccolò Oltrarno nachweisbar ist. Links von der Apsis befindet sich nämlich die Gianni-Kapelle, in deren Wand das Kenotaph von Astorre Gianni, Kommissar der Republik Florenz im Krieg gegen Lucca (1429), zusammen mit Rinaldo degli Albizzi, zu sehen ist. Ein weiteres Mitglied der Familie Gianni war Ruggero, Gonfaloniere der Republik Florenz.

## Weitere Bilder

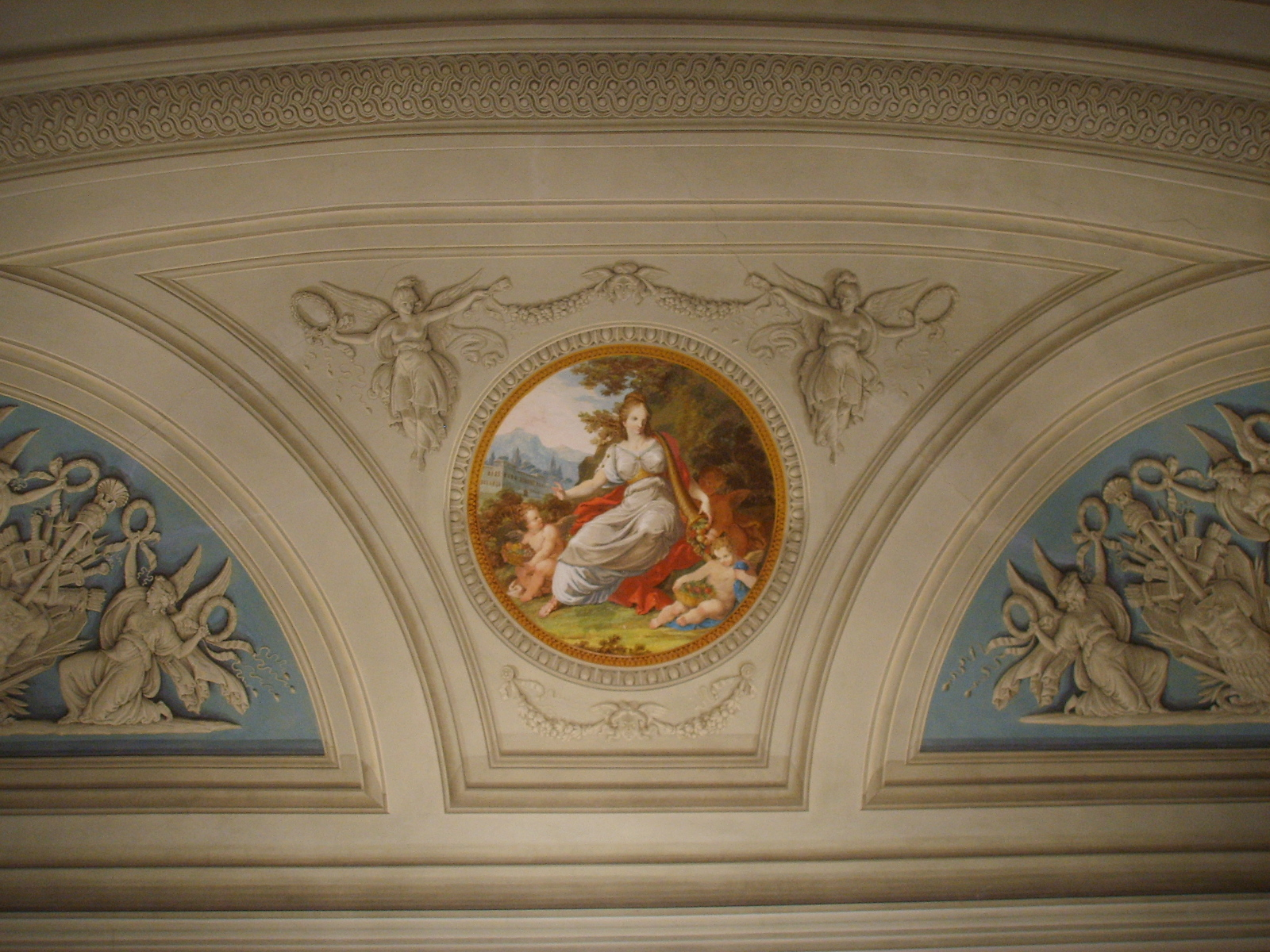
Fresken der Galerie, Überfluss von Alessandro Gherardini
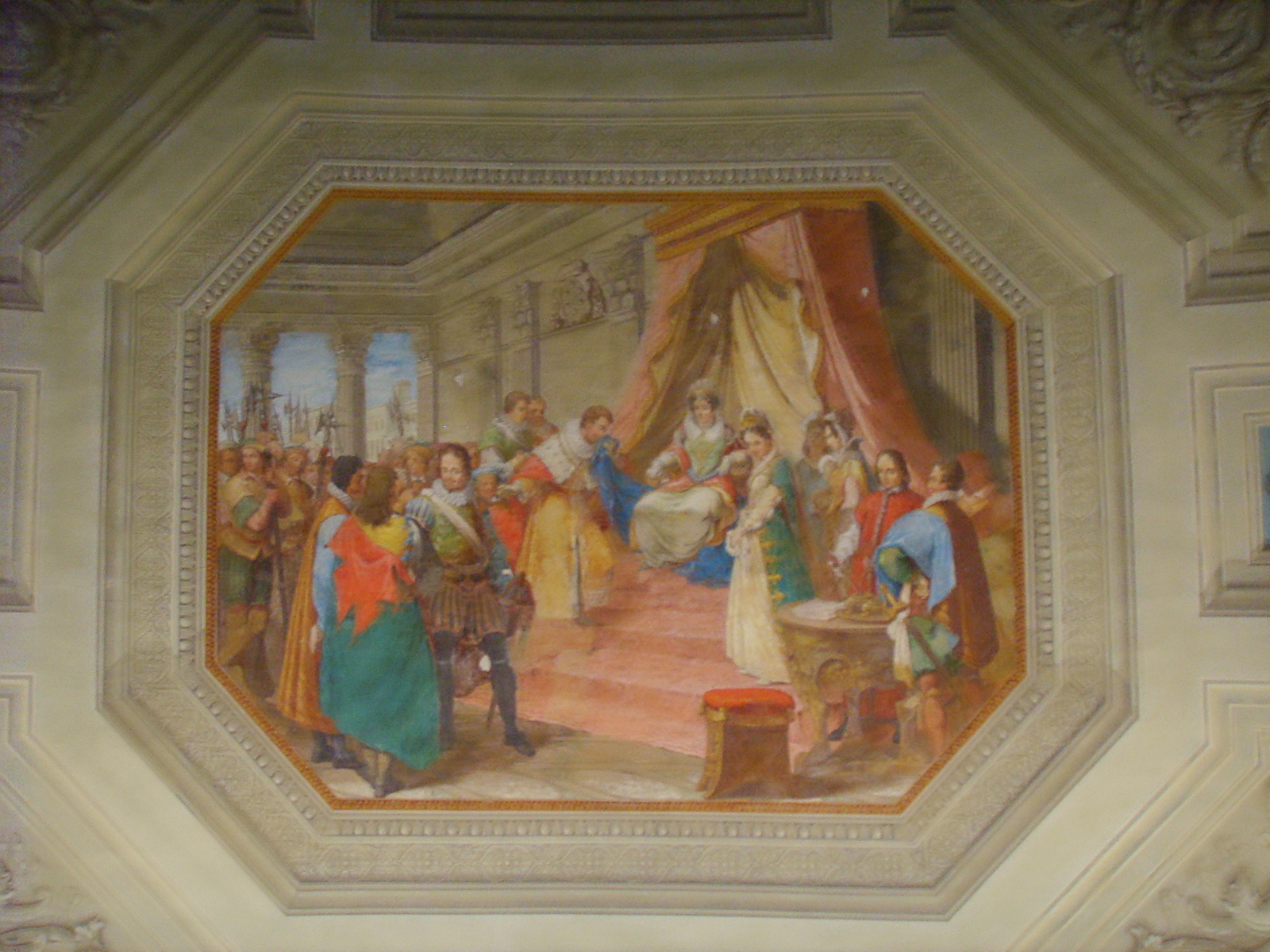
Fresken der Galerie, Episode aus dem Leben von Maria de‘ Medici von Alessandro Gherardini
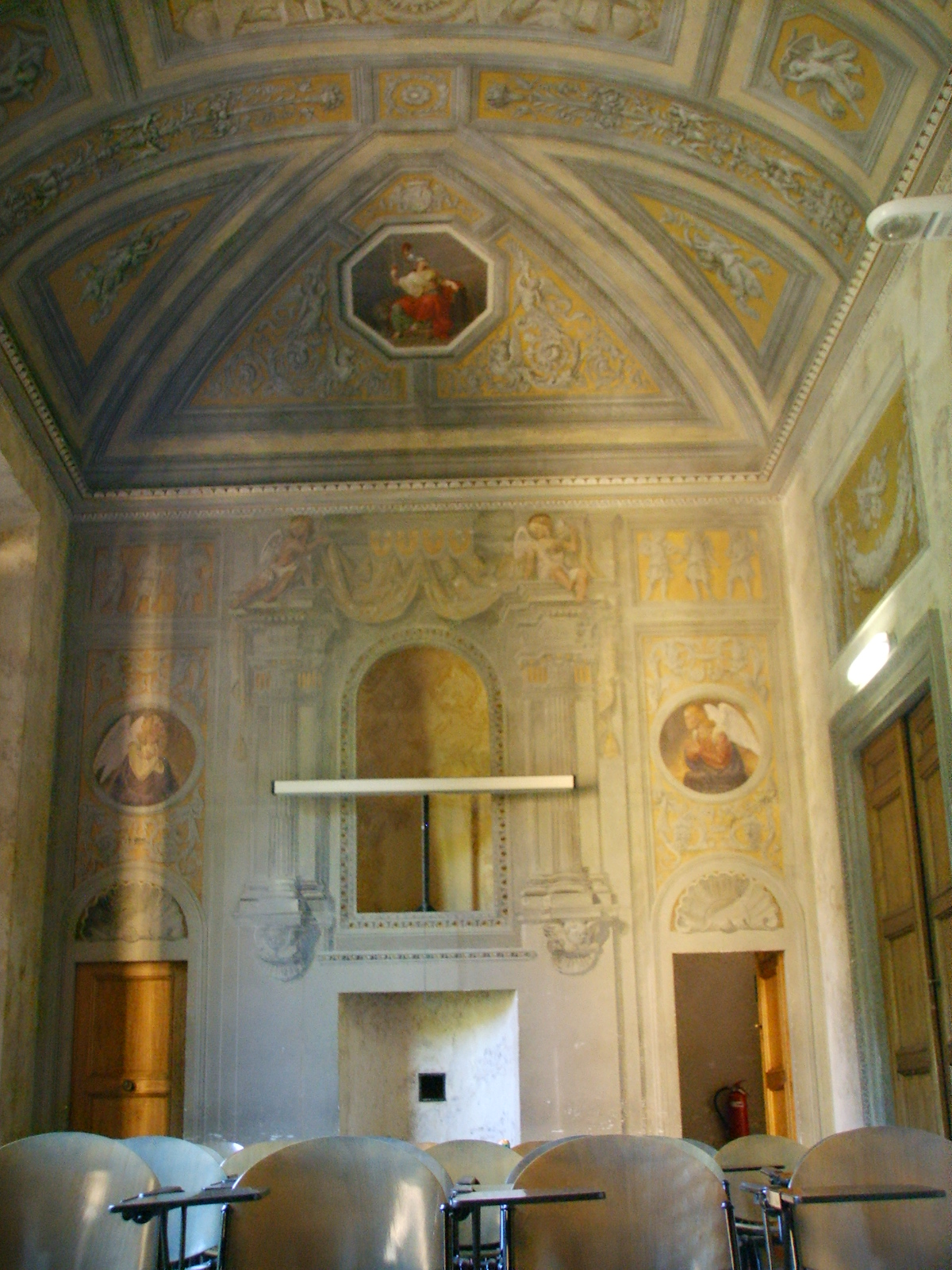
Zimmer mit Blick auf den Balkon zum Garten
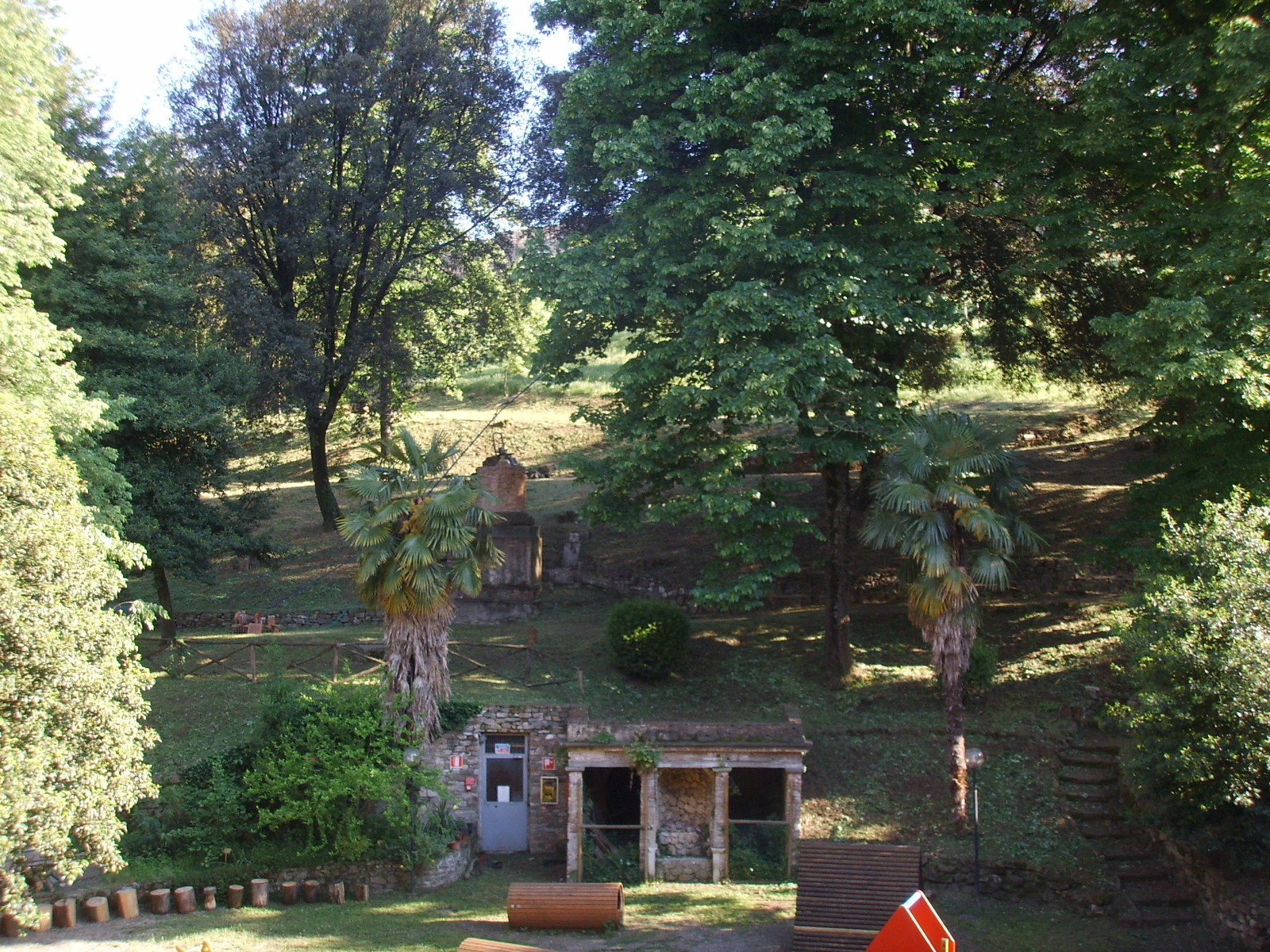
Garten